# 伊斯兰·杜达耶夫
伊斯兰·列奇耶维奇·杜达耶夫（俄語：Ислам Лечиевич Дудаев，1995年1月15日—），俄罗斯、阿尔巴尼亚男子摔跤运动员，2022年地中海运动会男子自由式74公斤级铜牌得主、2024年夏季奥林匹克运动会男子自由式65公斤级铜牌得主。